# Dimanche (roman)
Dimanche est un roman de l'écrivain belge Georges Simenon, publié en 1959 aux Presses de la Cité. 
L'auteur achève l'écriture de cette œuvre le 3 juillet 1958 à Noland, Echandens (canton de Vaud), en Suisse.

## Résumé
À l'âge de 25 ans, Émile, fils d'un hôtelier de Champagne, près de Luçon, est allé aider des amis de sa famille, les Harnaud, qui ont repris une petite auberge sur la Côte d'Azur. L'affaire ne marche pas très bien, M. Harnaud meurt, et sa veuve, désireuse de retourner à Luçon, accueille plus que favorablement l'union de sa fille Berthe avec Émile. Celui-ci, intelligent et courageux, a fait de « La Bastide » sa chose personnelle, et qui prospère.
Mme Harnaud, qui avait prévu ce mariage, ne manque pas d'en tirer profit sous forme d'une rente viagère garantie par une hypothèque : ainsi, le jeune couple aura définitivement désintéressé la belle-mère, laquelle se réserve quand même la faculté de venir passer chaque année un mois chez sa fille. 
Très attaché à « La Bastide », Émile ne tardera pas à s'apercevoir que c'est Berthe la vraie patronne, à qui rien n'échappe. Il s'en accommode tant bien que mal : sa camionnette, son « pointu » – un petit bateau qu'il a acheté –, les parties de boules, le marché Forville sont pour lui autant d'occasions d'échapper à une femme possessive, méfiante, sans charme et, de surcroît peu sympathique aux gens du pays. Après une brève passade avec une des pensionnaires de l'auberge, Émile se détache de sa femme. 
C'est alors que survient Ada, une jeune Italienne de la région que Berthe a engagée comme bonne à tout faire. Ada est une sauvageonne très renfermée, qui passe pour sous-développée. Un jour pourtant, Émile la prend par surprise, sans qu'elle offre de résistance, et ce qui n'était d'abord qu'un événement fortuit devient une habitude qui se renouvelle régulièrement dans le cabanon qu'Emile s'est réservé pour faire la sieste. Berthe finit par les surprendre, exige qu'Ada soit congédiée sur-le-champ, mais se heurte à un refus énergique de son mari. Les deux époux conviennent alors de conserver par intérêt les apparences d'une vie commune. Mais la rupture, encore aiguisée par la rancœur de Berthe, a éveillé chez Emile l'idée de se libérer entièrement de celle qui est devenue une ennemie et qui l'empêche de refaire sa vie avec Ada dont il ne peut plus se passer. « Je la tuerai... »
Une intoxication causée par du cassoulet en conserve que Berthe a mangé un dimanche d'affluence fait entrevoir à Émile la solution qu'il cherchait. Le docteur Chouard, qui a soigné Berthe, n'a-t-il pas révélé qu'avec le foie qu'elle a fort sensible, elle est sujette à un empoisonnement qui pourrait lui être fatal ? La saison terminée, Émile se documente dans des ouvrages de toxicologie et de médecine légale, se livre à des expériences et dose la poudre d'arsenic qui sera mêlée au risotto de Berthe. Comment cette dernière pourrait-elle se douter ? Les préparatifs minutieux, secrets, ont duré près de onze mois. Enfin, le jour propice arrive. C'est un dimanche de mai. Le scénario se déroule comme prévu. La clientèle est nombreuse, le personnel, affairé. Le repas de Berthe est servi, à sa place habituelle. Un regard calme et dur qu'elle lance à Émile lui fait comprendre qu'il a perdu la partie : assise en face d'elle, humble et docile, Ada mange le risotto.

## Aspects particuliers du roman
La scène du dimanche commence au premier chapitre pour s’achever au dernier. Entre les deux, l’histoire du mariage qui se prépare, du ménage qui se déchire et du drame qui se déclenche, le tout dans le cadre lumineux de l’Estérel et au rythme ponctuel de la vie hôtelière. 

## Fiche signalétique de l'ouvrage

### Cadre spatio-temporel

#### Espace
Environs de Cannes, près de Mouans-Sartoux.
- Temps

Époque contemporaine.

### Les personnages

#### Personnage principal
Emile Fayolle. Aubergiste, patron de « La Bastide ». Marié, pas d’enfants. La trentaine.

#### Autres personnages
- Berthe Harnaud, épouse d’Emile, la trentaine
- Ada Pascali, servante à « La Bastide », 21 ans
- Mme Harnaud, mère de Berthe.

## Éditions
- Édition originale : Presses de la Cité, 1959
- Tout Simenon, tome 9, Omnibus, 2002  (ISBN 978-2-258-06050-0)
- Livre de Poche n° 32507, 2012  (ISBN 978-2-253-16639-9)
- Romans durs, tome 10, Omnibus, 2013  (ISBN 978-2-258-09397-3)
- Romans durs, tome 10, Omnibus, 2023  (ISBN 978-2-258-20267-2)

## Adaptation
Sous le titre Sonntag, adapté pour la télévision allemande en 1985, dans une réalisation de Stanislav Barabáš, avec Wolfgang Büttner (le père de Berthe) et Liza Kreuzer (Berthe).

## Source
- Maurice Piron, Michel Lemoine, L'Univers de Simenon, guide des romans et nouvelles (1931-1972) de Georges Simenon, Presses de la Cité, 1983, p. 202-203  (ISBN 978-2-258-01152-6)